# Vedrovice

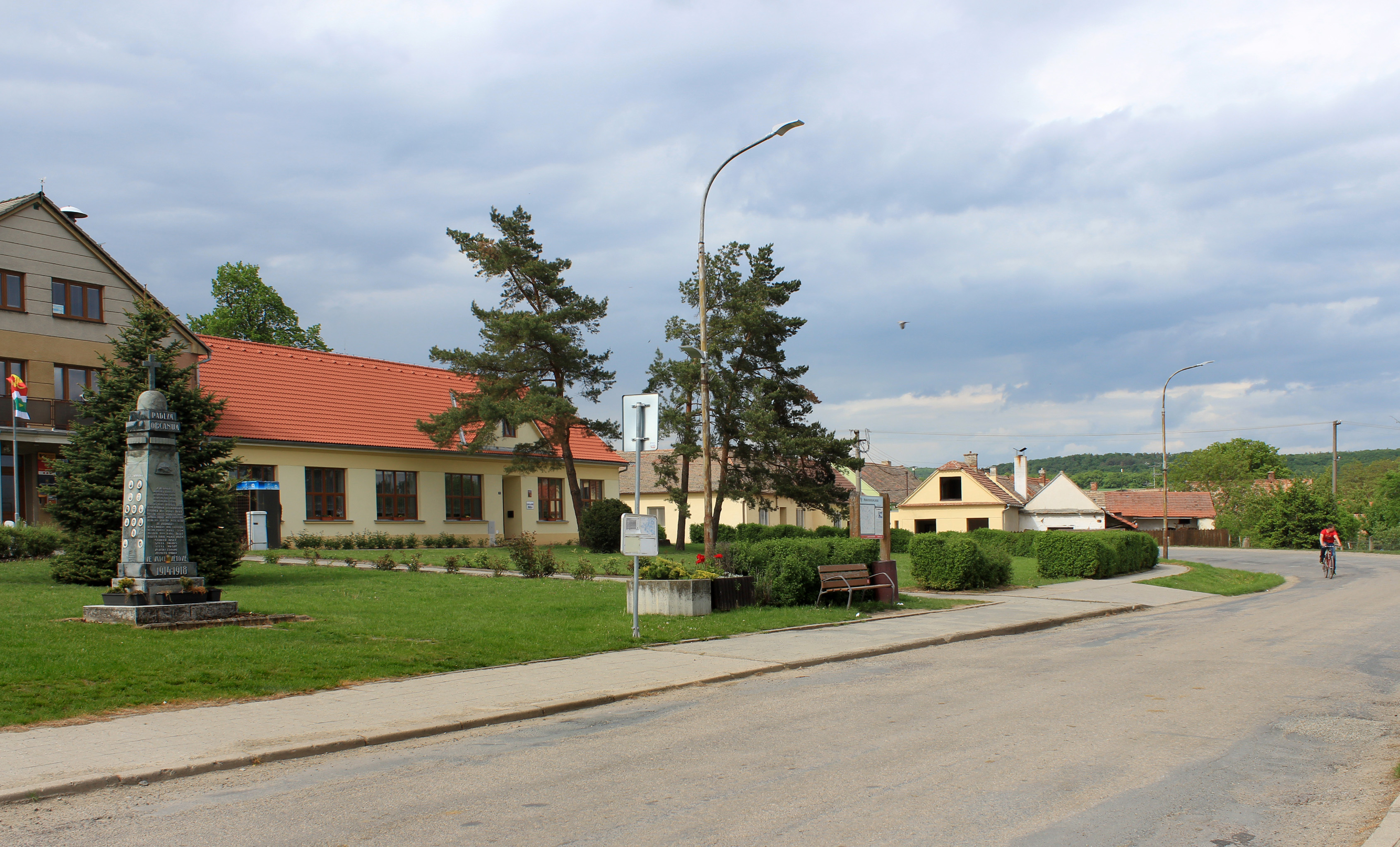
Ortszentrum mit Gedenkstein für die Gefallenen des Ersten Weltkrieges

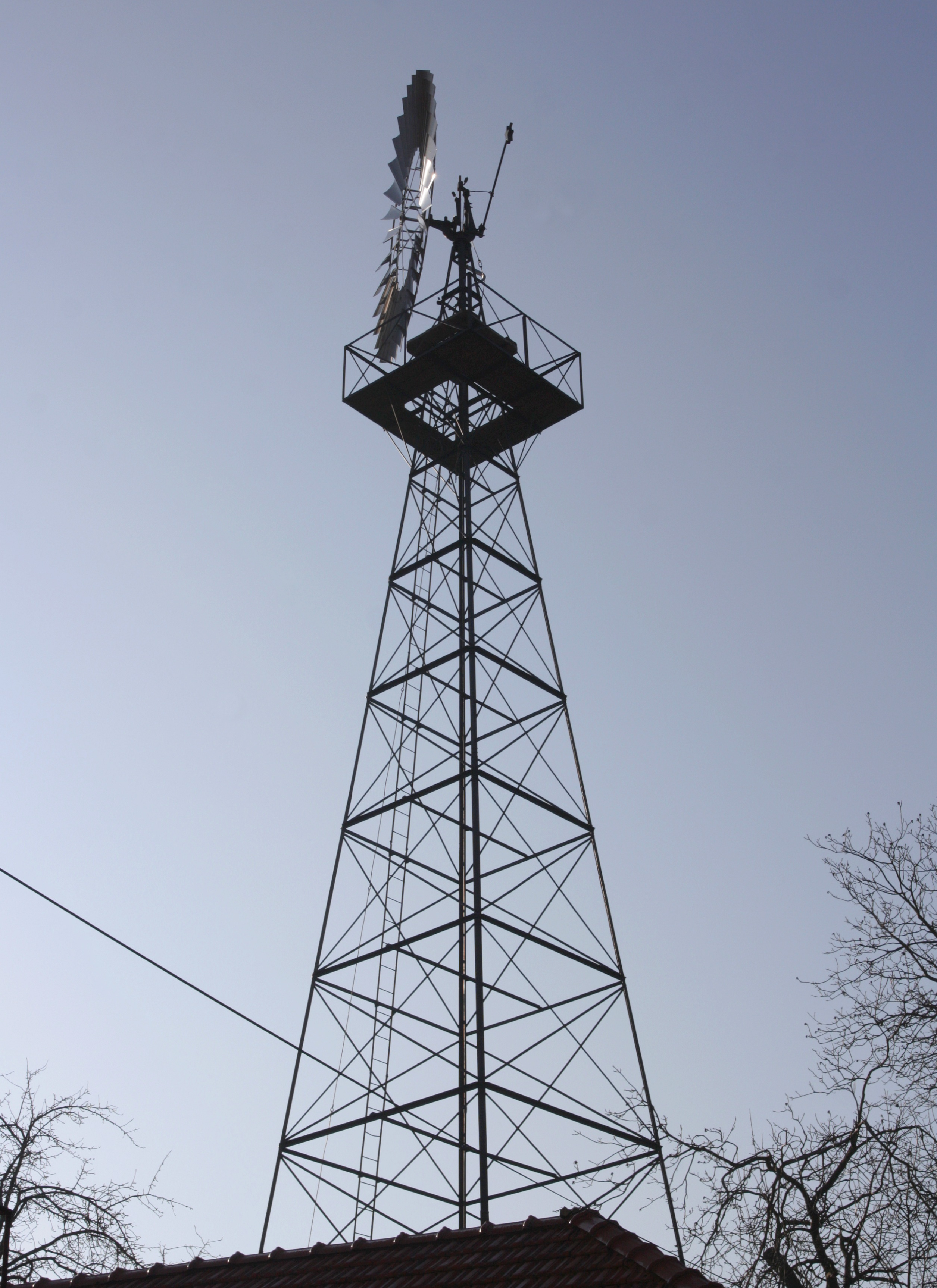
Windpumpe in Zábrdovice

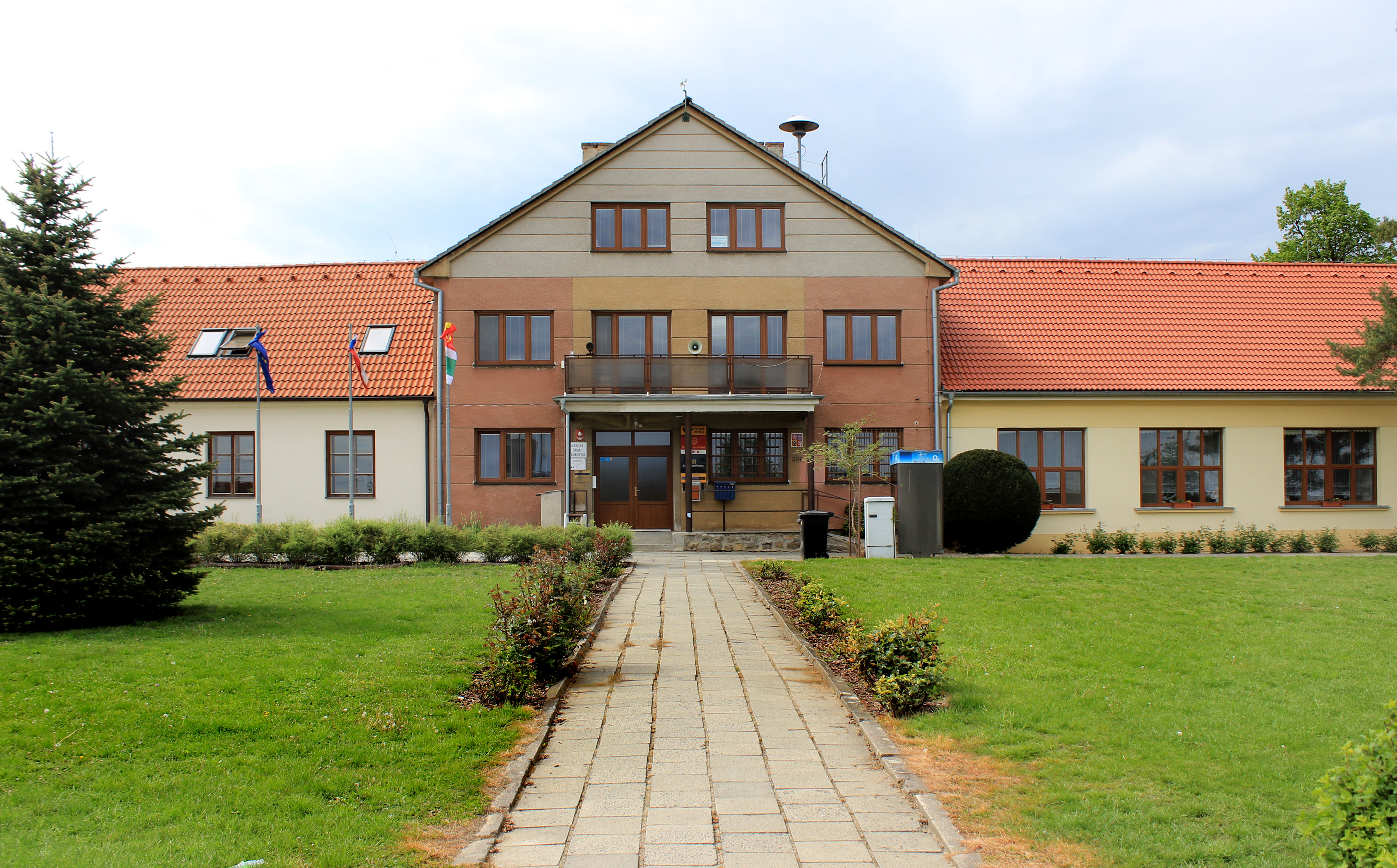
Gemeindeamt

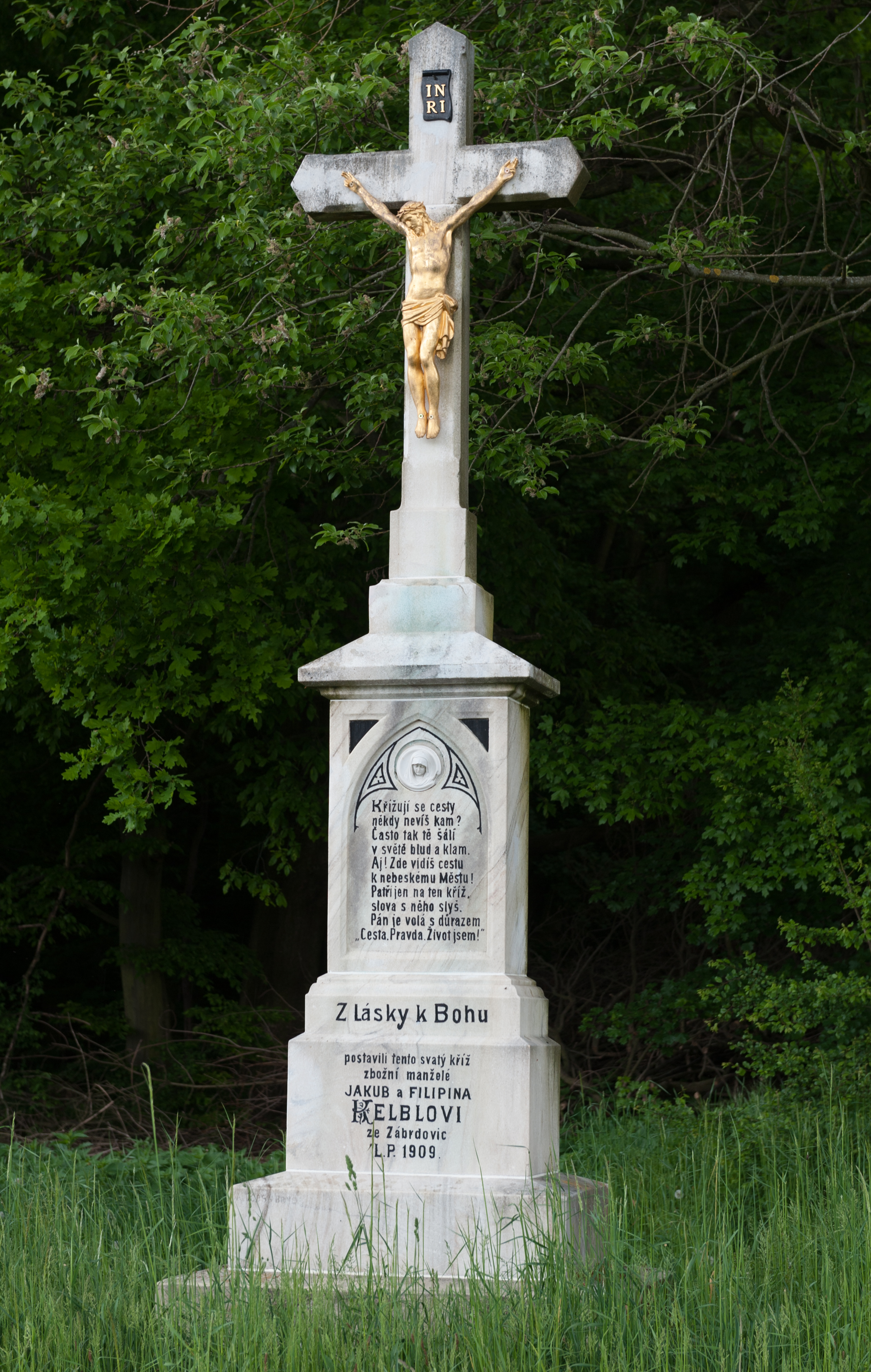
Wegekreuz an der Straße zwischen Zábrdovice und Leskoun

Vedrovice (deutsch Wedrowitz) ist eine Gemeinde in Tschechien. Sie liegt sechs Kilometer südöstlich von Moravský Krumlov und gehört zum Okres Znojmo.

## Geographie
Vedrovice befindet sich am Abfall der Bobravská vrchovina (Bobrawa-Bergland) zur Thaya-Schwarza-Talsenke. Die Gemeinde wird im Norden und Westen vom Wildgehege obora Moravský Krumlov (Kromauer Tiergarten), das fast die gesamte Fläche des Krumlovský les (Kromauer Wald) einnimmt, umgeben. Nördlich erheben sich der Holý kopec (376 m n.m.) und der U Stavení (415 m.n.m.), im Nordosten der Kulatý palouk (356 m n.m.), östlich die Stará hora, südwestlich der Leskoun (Miskogel, 371 m n.m.) und die Vlčí hora (Wolfsberg, 336 m.n.m.), im Westen der Zábrdovický vrch (Zabrdowitzer Berg, 335 m n.m.) und der Červený vrch (348 m n.m.) sowie nordwestlich die Červená hora (Roter Berg, 391 m n.m.).  Zweieinhalb Kilometer westlich verläuft die Bahnstrecke Wien–Brno, dort liegt auch der Bahnhof Rakšice. Zwei Kilometer südlich von Vedrovice befindet sich eine doppelte Bunkerlinie des Tschechoslowakischen Walls. Der Südhang der Stará hora bei Chrastí wird als Weinberg genutzt.
Nachbarorte sind Hubertus, Budkovice und Stavení im Norden, Moravské Bránice, Nové Bránice, Dolní Kounice und Jezeřany-Maršovice im Nordosten, Chrastí und Loděnice im Osten, Cvrčovice und Kubšice im Südosten, Olbramovice und Bohutice im Süden, Leskoun, Kadov, Lesonice und Petrovice im Südwesten, Dobelice und Rybníky im Westen sowie Rakšice, Moravský Krumlov und Rokytná im Nordwesten.

## Geschichte
Archäologische Funde belegen eine frühzeitliche Besiedlung des Gemeindegebiets. Dazu gehören ein altsteinzeitlicher Faustkeil aus Feuerstein sowie, aus der Jungsteinzeit ein Komplex von Brennöfen für Keramik und die Venus von Vedrovice (Vedrovická venuše). Das Gräberfeld „Široká u lesa“ wurde zwischen 1975 und 1982 ausgegraben. Auf einer Fläche von 4500 m² wurden 85 Bestattungen der Linearbandkeramik aufgedeckt. Auf dem Leskoun wurde eine bronzezeitliche Siedlungsstätte aufgefunden. Aus der Hallstattzeit wurden zwei Körpergräber von Kriegern mit Speeren entdeckt. Zu Beginn des 20. Jahrhunderts fand der Archäologe Jan Knies hinter der Friedhofsmauer in Vedrovice Gräber aus dem 11. und 12. Jahrhundert, die darauf schließen lassen, dass das Dorf Vedrovice zu dieser Zeit bereits bestand.
Die erste schriftliche Erwähnung von Vedrovice erfolgte 1363, als der Besitzer der Herrschaft Kromau, Čeněk von Leipa, dem Augustinerorden einen Teil des Waldes Freynwalt am Weg nach Vedrovice einschließlich des Miskogel überließ. Der Ortsname leitet sich von einem Lokatoren Vydra her, wahrscheinlich wurde das Dorf ursprünglich Vydrovice genannt. Im Jahre 1369 verkaufte Heinrich von Leipa die Herrschaft Kromau mit der Stadt und der Burg Kromau, dem Dorf Rakšice, den Teichen bei Dobřínsko sowie einem Forsthaus mit zwei Huben Feldern in Vedrovice an die Herren von Krawarn. Vedrovice verblieb dabei im Eigentum der Herren von Leipa, die Vasallen mit dem Gut belehnten. Zwischen 1407 und 1418 gehörte das Gut zusammen mit Fluren in Troskotovice und Podolice dem Hanuš von Vedrovice, der zwischen 1417 und 1418 noch das Gut Kubšice von Tas von Černín und Vaňek Czernohorsky von Boskowitz hinzukaufte. Im Jahre 1407 beschwerte sich Hanuš von Vedrovice bei Hans von Liechtenstein auf Nikolsburg über den Liechtensteinischen Burggrafen auf Dürnholz, Hans von Liechtenstein auf Nikolsburg wegen der Beschlagnahme von 100 Eimern Vedrovicer Weines auf dem Dürnholzer Markt und der gewaltsamen Gelderhebung für den Weinverkauf. Sitz des Hanuš von Vedrovice war wahrscheinlich die Feste Vedrovice, die am Platz des Hauses Nr. 204 gestanden war; schriftlich nachweisbar ist sie jedoch erst ab 1535. Im Jahre 1416 erwarb Hanuš Sohn Bartoš von Vedrovice das Dorf Loponice bzw. Lobodice. Während der Hussitenkriege war die Gegend Schauplatz heftiger Kämpfe zwischen den Hussiten, die die Burgen Jevišovice und Kromau hielten, mit den katholischen Truppen. In dieser Zeit verliert sich die Spur der Herren von Vedrovice. Nach dem Ende der Kämpfe waren die Dörfer Loponice und Podolice erloschen. In der nachfolgenden Zeit wechselten die Lehnsmänner des Gutes häufig.
Ab 1490 gehörte Vedrovice dem Stephan Kusy von Mukoděly, sein Bruder Georg war Besitzer von Bohutice. Nachdem Stephan Kusy 1503 ohne männliche Nachkommen verstorben war, wurde 1505 Znata Kobersky von Drahanovice mit Vedrovice belehnt. Er hielt das Gut bis 1523, wobei ab 1519 auch Johann Herult von Herultice einen Anteil besaß. Nachfolgender Besitzer war Johann Kobersky von Drahanovice auf Kobeřice; 1535 kaufte er das Gut und die Feste Vedrovice mit den Dörfern Vedrovice, Troskotovice, Zábrdovice und Rokytná sowie der Wüstung Palekovice erblich von Johann von Leipa.
Der kinderlose Johann Kobersky vererbte den Besitz 1539 mit Bewilligung durch Ferdinand I. seinem Schwager Smil Osovský von Doubravice auf Valeč. Im Jahre 1550 verkaufte Smils Sohn Burian Osovský von Doubravice das Gut und die Feste Vedrovice mit allem Zubehör an Johann Janauer von Strachnow. Diesem folgte Georg Janauer von Strachnow, der einen Teil des Gutes an Peter Dubňanský von Bačice veräußerte. Nach dessen Tod verkaufte der Vormund seiner Kinder diesen Anteil 1567 wieder an Georg Janauer von Strachnow. 1576 erwarb Stephan Kusy von Mukoděly († 1577) auf Bochtitz einen Anteil von Vedrovice. Im Jahre 1581 ließ Hynek Janauer von Strachnow das Gut Vedrovice mit Feste und dem Hof Vedrovice, dem wüsten Hof Zábrdovice sowie Weinbergen und Obstgärten an Stephans Kinder Johann und Katharina Kusy von Mukoděly intabulieren, die es mit dem Gut Bochtitz vereinigten. Auf Johann folgten dessen Söhne Stephan und Wilhelm Kusy von Mukoděly, die 1615 von Euphrosina Koňasová von Vydřá, einer Verwandten mütterlicherseits, noch umfangreiche Güter bei Telč erbten. Nach Wilhelms Volljährigkeit erhielt dieser Bochtitz, während der ältere Bruder Stephan die Feste Vedrovice zu seinem Sitz machte.
Zu Beginn des Dreißigjährigen Krieges fielen Ende Juli 1619 die Truppen des kaiserlichen Feldmarschalls Dampierre in die Gegend ein. Am 1. August 1619 wurde Bochtitz niedergebrannt, vermutlich auch Vedrovice und Zábrdovice. Nach der Schlacht am Weißen Berg plünderten im November 1620 erneut kaiserliche Soldaten die Herrschaft Bochtitz. Die protestantischen Brüder Stephan und Wilhelm Kusy von Mukoděly verloren wegen ihrer Teilnahme am Ständeaufstand ihre Güter. Da sie nicht zum Katholizismus übertreten wollten, mussten sie das Land verlassen. Kaiser Ferdinand II. schenkte die konfiszierte Herrschaft Bochtitz mit Selowitz, Wedrowitz, Zabrdowitz und Wolfsgarsten am 25. September 1627 dem Znaimer Jesuitenkollegium. Aus dem Hufenregister von 1656 geht hervor, dass drei Viertel der Gehöfte von Wedrowitz wüst lagen. Erst um 1670 war das Dorf gänzlich wiederbesiedelt.
Nach der Aufhebung des Jesuitenordens fiel die Herrschaft Bochtitz im Jahre 1773 dem k.k. Studienfonds zu. Nach der Verstaatlichung der Herrschaft erfolgte die Aufhebung aller Meierhöfe und deren Aufteilung im Zuge der Raabisation. Das älteste Ortssiegel zeigt eine Frauengestalt – wahrscheinlich die Jungfrau Maria – mit einem Otter in der rechten Hand. Die Schule wurde im 18. Jahrhundert eingerichtet. Im Jahre 1790 bestand Wedrowitz aus 28 Häusern und hatte 233 Einwohner.
Am 15. Oktober 1789 verpachtete die k.k. Mährisch-Schlesische Staatsgüter-Veräußerungskommission die Herrschaft Bochtitz für jährlich 7508 Gulden erblich an Johann Topolansky. Nachfolgende Besitzerin war dessen Witwe Theresia († 1804), die in zweiter Ehe mit Wenzel Petřitschek verheiratet war. Nach dem Erbvergleich von 1805 wurde Petřitschek alleiniger Besitzer. Am 22. Juni 1825 erbte Petřitscheks Tochter Aloisia Seidl die Herrschaft Bochtitz mit dem Gut Marschowitz.
Im Jahre 1834 bestand das Dorf Wedrowitz bzw. Wedrowice, früher auch Bedrowice genannt, aus 57 Häusern mit 313 mährischsprachigen Einwohnern, darunter 41 Reformierten Helvetischen Bekenntnisses. Haupterwerbsquelle bildete die Landwirtschaft, insbesondere der Wein- und Obstbau. Auf dem westlich über dem Dorf gelegenen Friedhof stand die Filialkirche der hl. Kunigunde. Im Ort gab es eine Trivialschule und ein Wirtshaus. Wedrowitz war der Sitz eines der beiden Forstreviere der Herrschaft. Pfarrort war Wolframitz. Bis zur Mitte des 19. Jahrhunderts war Wedrowitz der Herrschaft Bochtitz mit Marschowitz untertänig.
Nach der Aufhebung der Patrimonialherrschaften bildete Vedrovice / Wedrowitz ab 1849 mit dem Ortsteil Zábrdovice / Zabrdowitz eine Gemeinde im Gerichtsbezirk Kromau. Im Dezember 1863 wurde in Vedrovice eine Pfarre eingerichtet, zu der auch Zábrdovice gehörte. Im Jahre 1866 kaufte Aloisia Seidl dem Studienfonds die Herrschaft aus der Erbpacht ab. 1868 wurde die Gemeinde Teil des Bezirkes Kromau. 1912 wurde in Vedrovice eine Freiwillige Feuerwehr gebildet. Nach dem Ersten Weltkrieg zerfiel der Vielvölkerstaat Österreich-Ungarn, die Gemeinde wurde 1918 Teil der neu gebildeten Tschechoslowakischen Republik. Zábrdovice löste sich 1924 von Vedrovice los und bildete eine eigene Gemeinde. Nach dem Münchner Abkommen von 1938 verblieb die an der Sprachgrenze gelegene Gemeinde bei der Tschechoslowakei und wurde dem Gerichtsbezirk Eibenschütz zugeordnet. Mit dem tschechoslowakischen Binnenland war Vedrovice nur über einen Waldweg nach Moravské Bránice verbunden. Zu Zeiten des Protektorats Böhmen und Mähren wurde Vedrovice am 26. Mai 1942 offiziell in den Bezirk Brünn-Land / Okres Brno-venkov eingegliedert; jedoch nahm das Bezirksamt Brünn-Land bereits seit Ende 1938 die Aufgaben für die elf Gemeinden des ehemaligen Bezirks Mährisch-Kromau, die nicht dem Deutschen Reich zugeschlagen wurden, wahr. Bis 1945 war Vedrovice Grenzort zum Deutschen Reich.
Nach dem Ende des Zweiten Weltkrieges wurde Vedrovice wieder Teil des Okres Moravský Krumlov. 16 Familien aus Vedrovice übersiedelten noch 1945 in die ehemals sudetendeutschen Ortschaften Kubšice und Olbramovice. 1949 wurde Zábrdovice erneut nach Vedrovice eingemeindet. Am Leskoun wurde in der zweiten Hälfte der 1950er Jahre ein ausgedehnter Granodioritsteinbruch angelegt und seitdem große Teile des Berges, der ursprünglich eine Höhe von 388 m.n.m. hatte, abgetragen. Bei der Gebietsreform von 1960 wurde Vedrovice im Zuge der Aufhebung des Okres Moravský Krumlov dem Okres Znojmo zugeordnet. Zugleich verlor Zábrdovice den Status eines Ortsteiles. Im Laufe des 20. Jahrhunderts wuchsen Vedrovice und Zábrdovice  zu einer Einheit zusammen, zwischen den beiden alten Dörfern entstand ein neuer großer Dorfplatz mit dem Gemeindeamt und der Schule. Der alte Weg von Vedrovice über Rakšice nach Moravský Krumlov wurde 1983 auf dem Gemeindegebiet im Zuge der Anlegung einer Aprikosenplantage in der Flur U Krumlovské cesty zerstört, im Wildgehege blieb er erhalten. Seit 2000 führt die Gemeinde Vedrovice ein Wappen und Banner.

## Gemeindegliederung
Für die Gemeinde Vedrovice sind keine Ortsteile ausgewiesen. Grundsiedlungseinheiten sind Vedrovice (Wedrowitz) und Zábrdovice (Zabrdowitz, 1939–45 Saberdowitz). Zu Vedrovice gehört außerdem die Einschicht Chrastí.
Das Gemeindegebiet gliedert sich in die Katastralbezirke Vedrovice und Zábrdovice u Vedrovic.

## Sehenswürdigkeiten
- Kirche der hl. Kunigunde, sie entstand im 16. Jahrhundert als Grabkapelle und wurde 1543 erstmals schriftlich erwähnt. Jan Kusy von Mukoděly ließ unter dem Chor eine Familiengruft errichten, in der 1595 sein Schwiegervater Niklas d. Ä. Salawa von der Lipa beigesetzt wurde. Ob auch Jan Kusy und seine Frau Elisabeth in der Kirche bestattet wurden, ist nicht bekannt. 1848 erfolgte auf Kosten der Gemeinde Vedrovice und Zábrdovice der Anbau des Kirchturmes. Unter Pfarrer Jan Nitče erfolgte zu Beginn des 20. Jahrhunderts eine Sanierung des Kircheninnern einschließlich der Errichtung einer neuen Chorempore sowie Erweiterung des Friedhofes. Auf Anregung von Leoš Janáček entstand eine neue pneumatische Orgel mit zwei Manualen. Die prachtvolle Sandsteingrabtafel für Niklas Salawa von der Lipa wurde aus dem Innern der Kirche an die Außenwand versetzt, wo sie durch Witterungseinflüsse starke Schäden nahm.[10]
- Windpumpe in Zábrdovice, sie wurde zwischen 1912 und 1914 von der Firma Kunz in Mährisch Weißkirchen für die Wassergenossenschaft erbaut. Ab 1950 erhielt die Pumpe einen zusätzlichen Elektromotorenantrieb, der ab 1958 das Windrad gänzlich ersetzte. Das zum Wahrzeichen der Gemeinde gewordene Windrad verfiel danach. Das Technische Museum in Brünn bot der Gemeinde 1982 die Unterstützung bei der Konservierung des Windrades an. Dabei wurde es durch eine Replik ersetzt. Seit 1984 ist das Windrad als Technisches Denkmal in die Liste der Kulturdenkmale aufgenommen und ist eines von drei erhaltenen Windrädern in Tschechien. Das Original des Windrades steht heute im Hof des Museums.[11]
- Museum mit archäologischer und regionalgeschichtlicher Sammlung, errichtet 2010 im ehemaligen Pfarrhaus am neuen Dorfplatz neben dem Gemeindeamt
- Berg Leskoun, auf seinem Gipfel befindet sich ein ausgedehnter Steinbruch
- Felsengruppe mit dem sagenumwobenen Teufelsloch (Čertova díra), östlich von Vedrovice im Wald über dem Fußballplatz[12]
- Gedenkstein für die Gefallenen des Ersten Weltkrieges, vor dem Gemeindeamt
- Wegekreuz an der Straße zwischen Zábrdovice und Leskoun
- prähistorische befestigte Siedlungsstätte auf einem Sporn über dem Mokrý žleb (Nasses Tal), anderthalb Kilometer nordwestlich von Vedrovice im Krumlovský les

## Söhne und Töchter der Gemeinde
- František Roháček (1860–1904), Schriftsteller